# Lago des Brenets
El Lago des Brenets (nombre del lado suizo) o Lago de Chaillexon (nombre del lado francés) es un lago en el río Doubs, en la frontera entre Francia y Suiza.